# Catalysis Communications
Catalysis Communications is een internationaal, aan collegiale toetsing onderworpen wetenschappelijk tijdschrift over katalysatoren.
De naam wordt in literatuurverwijzingen meestal afgekort tot Catal. Comm.
Het is opgericht in 2000 en wordt uitgegeven door Elsevier.